# María Graciela Mendoza
María Graciela Mendoza (María Graciela Mendoza Barrios; * 23. März 1963 in Ixtapan del Oro, México) ist eine ehemalige mexikanische Geherin.

## Sportliche Laufbahn
1986 gewann sie bei den Zentralamerika- und Karibikspielen Silber im 10.000-Meter-Gehen. Im Jahr darauf kam sie bei den Hallenweltmeisterschaften 1987 in Indianapolis im 3000-Meter-Gehen auf Rang 16 und bei den Weltmeisterschaften in Rom im 10-km-Gehen auf Rang 27.
Einer Silbermedaille über 10.000 Meter bei den Iberoamerikanischen Meisterschaften 1988 folgten Siege in derselben Disziplin bei den Zentralamerika- und Karibikmeisterschaften 1989 und bei den Zentralamerika- und Karibikspielen 1990.
1991 siegte sie bei den Panamerikanischen Spielen in Havanna über 10.000 Meter und wurde bei den Weltmeisterschaften in Tokio Sechste über 10 km.
Bei den Olympischen Spielen 1992 in Barcelona wurde sie über 10 km disqualifiziert.
1995 verteidigte sie bei den Panamerikanischen Spielen in Mar del Plata ihren Titel und belegte bei den Weltmeisterschaften in Göteborg über 10 km den 19. Platz.
Bei den Olympischen Spielen 1996 in Atlanta kam sie über 10 km auf den 18. Platz.
1997 siegte sie über 10.000 Meter bei den Zentralamerika- und Karibikmeisterschaften und schied bei den Weltmeisterschaften in Athen in der Vorrunde aus. Bei den Zentralamerika- und Karibikspielen 1998 holte sie ihren zweiten Titel über 10.000 Meter. 1999 siegte sie bei den Panamerikanischen Spielen in Winnipeg im 20-km-Gehen und wurde bei den Weltmeisterschaften in Sevilla in derselben Disziplin disqualifiziert. Auch bei den Olympischen Spielen 2000 in Sydney ereilte sie über 20 km das Aus durch Disqualifikation.
Bei den Weltmeisterschaften 2005 in Helsinki belegte sie über 20 km den 33. Platz.

## Persönliche Bestzeiten
- 10 km Gehen: 42:42 min, 25. Mai 1997, Naumburg
- 20 km Gehen: 1:30:03 h, 2. Mai 1999, Mézidon-Canon (ehemaliger Südamerikarekord)